# Каррьер, Матьё
Матьё Каррьер (нем. Mathieu Carrière; род. 2 августа 1950, Ганновер) — немецкий актёр, брат Марайки Каррьер, также известной в Германии актрисы. Рос в Берлине и с 1962 года в Любеке. Его родители — Берн Каррьер, психиатр и психоаналитик, и Ютта Кэрри, ассистент рентгенолога и домохозяйка. У Марайки и Матьё Каррьеров был брат, который в 1979 году совершил самоубийство.
Матьё является известнейшим критиком законов о разводе и опеке, действующих в ФРГ. В своем выступлении по телевидению в начале 2005 года Матьё Каррьер высказал мнение, что действующие законы нарушают права мужчин. Законы основаны на взглядах на роли мужчины и женщины в семье со времён фашизма. Он также указал, что сам является пострадавшим, не называя деталей. Причиной является тянущийся годами спор о правах опеки над его дочерью Еленой. Мать запрещает посещение ребёнка отцом, ссылаясь на закон о личных правах ребёнка, которые якобы нарушаются из-за известности отца.
В 2005 году Каррьер был приговорён к тюремному сроку, после того как на него подала в суд мать его дочери: он не смог во время посещения цирка воспрепятствовать тому, что ребёнка сфотографировал фотограф. Перед тюрьмой, в которой он отбывал свой срок, прошла демонстрация 200 мужчин в тюремных робах.
Во время выборов в 2005 году поддерживал Левую партию.

## Фильмография
- 1964: Tonio Kröger
- 1965: Der junge Törless
- 1967: Gates to Paradise
- 1970: La maison des Bories
- 1971: Мальпертюи — Malpertuis
- 1971: Rendez-vous à Bray
- 1972: Der Mann mit dem zweiten Gehirn
- 1973: Il n’y a pas de fumée sans feu
- 1973: Don Juan ou Si Don Juan était une femme…
- 1973: Джордано Бруно
- 1974: La jeune fille assassinée
- 1975: Parapsycho — Spektrum der Angst
- 1976: Полицейский кольт «Питон 357» — Police Python 357
- 1976: Germicide
- 1976: Der Fangschuß
- 1976: Born for Hell
- 1976: Zerschossene Träume
- 1977: Билитис — Bilitis
- 1977: Die Indianer sind noch fern
- 1979: Опасная жалость — La pitié dangereuse
- 1979: Mein Partner Davis
- 1979: Wege in der Nacht
- 1979: Eine Frau zwischen Hund und Wolf
- 1981: Жена авиатора
- 1981: Histoires extraordinaires: La chute de la maison Usher
- 1981: Egon Schiele — Exzesse
- 1981: Dantons Tod
- 1982: Прохожая из Сан-Суси — La passante du Sans-Souci
- 1982: Versuchung
- 1983: Benvenuta
- 1983: Женщина в пламени
- 1983: Blutiger Schnee
- 1984: Blutiger Asphalt
- 1984: Das nächste Opfer
- 1985: Der Filou
- 1985: Marie Ward — Zwischen Galgen und Glorie
- 1985: Flügel und Fesseln
- 1985: Beethoven — Die ganze Wahrheit
- 1986: Johann Strauß — Der König ohne Krone
- 1986: Soldat Richter
- 1987: Terminus
- 1987: Blutiger Asphalt = Schwarze Beute
- 1987: Pleasure of Killing
- 1989: Zurück in die Vergangenheit — Gefährliche Flitterwochen
- 1989: Zugzwang
- 1990: Ungarisches Requiem
- 1990: Rosamunde
- 1991: Erfolg
- 1991: Malina
- 1991: Ungarisches Requiem
- 1992: Wie ein Licht in dunkler Nacht
- 1992: Die Zeit danach
- 1993: Böses Blut
- 1994: Von Frau zu Frau: Die Sammlerin
- 1994: Herz aus Stein
- 1995: Flammen der Liebe
- 1995: Unter dem Hula Mond
- 1995: Tödliche Liebe
- 1995: Alte Freunde küsst man nicht
- 1996: Das Mädchen Rosemarie
- 1996: Возвращение Сандокана (Раска)
- 1996: Schuldig auf Verdacht
- 1996: Ein flotter Dreier
- 1997: Die falsche Prinzessin
- 1999: Männer aus zweiter Hand
- 1999: Wer liebt, dem wachsen Flügel
- 2001: Библейские сказания: Иуда[нем.] — Понтий Пилат
- 2001: Библейские сказания: Фома[нем.] — Понтий Пилат
- 2003: Лютер — Luther
- 2004: Das unbezähmbare Herz
- 2004: Слёзы Кали
- 2004: Арсен Люпен — Arsène Lupin
- 2005: Розенхаймские копы (1 эпизод)
- 2007: Du bist nicht allein
- 2009: Die Entbehrlichen
- 2010: Bergblut
- 2022: Красные розы — Якоб Фарманн